# Bannegon
Bannegon település Franciaországban, Cher megyében. Lakosainak száma 246 fő (2022. január 1.). Bannegon Bessais-le-Fromental, Chalivoy-Milon, Chaumont, Neuilly-en-Dun, Thaumiers és Vernais községekkel határos.

## Népesség
A település népessége az elmúlt években az alábbi módon változott:
| Lakosok száma | 383  | 297  | 254  | 270  | 256  | 258  | 274  | 274  | 272  | 246  |
|               | 1968 | 1982 | 1999 | 2006 | 2011 | 2015 | 2017 | 2018 | 2020 | 2022 |